# Лимфостаз
Лимфоста́з (лимфедема, слоновость) — патологическое накопление богатой белком жидкости в интерстициальном (межклеточном) пространстве, которое происходит из-за нарушения транспорта лимфы и сопровождается увеличением объёма поражённого органа. Лимфедема может быть следствием врождённого или приобретённого нарушения транспорта лимфы по лимфатическим сосудам. Транспорт лимфы может быть нарушен из-за порока развития лимфатической системы или повреждения нормально работающей лимфатической системы в течение жизни человека.

## Клинические проявления
Клиническими проявлениями данного заболевание являются: отёки верхних или нижних конечностей, нарушение питания кожных покровов, появление трофических изменений на коже и подкожной жировой клетчатке. Наиболее частыми осложнениями лимфедемы являются рожа, гиперкератоз, папилломатоз, лимфорея. Самым грозным осложнением лимфедемы является лимфангиосаркома.

## Этиология
Причинами заболевания могут являться:
- пороки развития лимфатической системы (аплазия, гипоплазия и гиперплазия лимфатических сосудов);
- операции по поводу онкологических заболеваний (например, в развитых странах самая частая причина развития лимфедемы верхних конечностей — лечение рака молочной железы);
- онкологические заболевания (злокачественная лимфедема);
- липедема (аномальный вариант ожирения);
- различные паразитические заболевания, такие как бругиоз, вухерериоз и прочие;
- Синдром Клиппеля — Треноне — Вебера.

## Методы диагностики
Диагноз лимфостаз устанавливается на основании клинических данных и методов инструментального обследования. Золотым стандартом обследования лимфатической системы является флуоресцентная лимфография с индоцианином зелёным. В диагностике заболевания также используется ультразвуковое исследование сосудов. Дополнительным методом исследования является магниторезонансная томография.

## Лечение
Общемировым стандартом лечения является комбинация хирургических методов лечения и физиотерапевтических.
Среди хирургических методов используются:
- Лимфовенозные анастомозы
- Пересадка васкуляризированных лимфатических узлов
- BRANT (Breast reconstruction and node transplantation) — сочетание реконструкции молочной железы и пересадки лимфатических лоскутов.

Консервативные методики:
- Применение компрессионного трикотажа позволяет удерживать достигнутый за время лечения результат — 1А;
- CDT — позволяет добиваться уменьшения отёка при лимфедеме — 1В;
- Реконструктивные операции показаны при лимфедеме — 2С.

Данная система приводится согласно изданию Handbook of Venous Disorders.
Лечением лимфедемы занимаются врачи-лимфологи, реконструктивные хирурги, специалисты по комплексной противоотёчной терапии.

## Ресурсы о лимфедеме
National Lymphedema Network https://www.lymphnet.org/
Jons Hopkins Medicine https://www.hopkinsmedicine.org/health/treatment-tests-and-therapies/lymphedema-what-are-your-surgical-options
Mayo Clinic https://www.hopkinsmedicine.org/health/treatment-tests-and-therapies/lymphedema-what-are-your-surgical-options
Lymphatic Education & Research Network http://lymphaticnetwork.org
 National Lymphedema Network (англ.)
Ассоциация Лимфологов России https://www.lymphologist.ru/
Журнал LIMPHA (на русском языке): http://limpharus.ru/
Журнал «Вестник лимфологии» (не издаётся в настоящее время): https://lymphology-journal.com/
Журнал Lymphology: http://www.u.arizona.edu/~witte/lymphology.htm